# 82-es főút (Magyarország)
A 82-es számú főút Veszprémből északi irányba Győrbe vezet.

## Fekvése
Az Észak-Dunántúlon, Veszprém vármegye székhelyét Győr Moson-Sopron vármegye székhelyével és a Nyugat-Dunántúl központjával köti össze. Az útvonal a Bakony hegységen keresztül haladva éri el a Kisalföldet. A Bakonyt a Devecser és Várpalota között húzódó, nyugat–keleti irányú törésvonal (amelyben a 8. számú fő közlekedési út halad) két részre osztja: az Északi-Bakonyra és a Déli-Bakonyra. Az Északi-Bakony tájegység három további részre tagolható:
- Magas- vagy Öreg-Bakony,
- Keleti-Bakony: nyugatról a Zirci-medence, keletről a Móri-árok határolja,
- Bakonyalja: a Magas-Bakony Kisalföld felőli lejtője; egy kiugró területe, a Sokorói-dombság révén egészen Győrig terjed.

Győrtől délkeletre a Győri-medence és a Bakony között helyezkedik el a Sokorói-dombság vagy Pannonhalmi-dombság, Magyarország egyik kistája. Magyarország legújabb tájbeosztása szerint a Dunántúli-középhegység nagytájhoz (makrorégió) tartozik. Régebben a Kisalföld peremvidékéhez sorolták. Ez is mutatja, hogy a táj átmeneti terület a Kisalföld és a Dunántúli-középhegység között.

## Települések az útvonal mentén
Veszprém belvárosának úthálózata középkori eredetű; a Veszprémből kivezető utak többségének mai helye a 18. század végére alakult ki. A legnagyobb, nyugat-keleti irányú forgalom évszázadokon át a vár alatti Hosszú-völgyben (a mai Jókai Mór utcán) haladt. Ez az 1930-as években, a 8-as számú állami közút megépítésével változott meg: az új főút számára a Palotai út (ma Budapest utca)–Kossuth utca–Óvári Ferenc utca–Jeruzsálemhegy–Temetőhegy vonalat jelölték ki. 

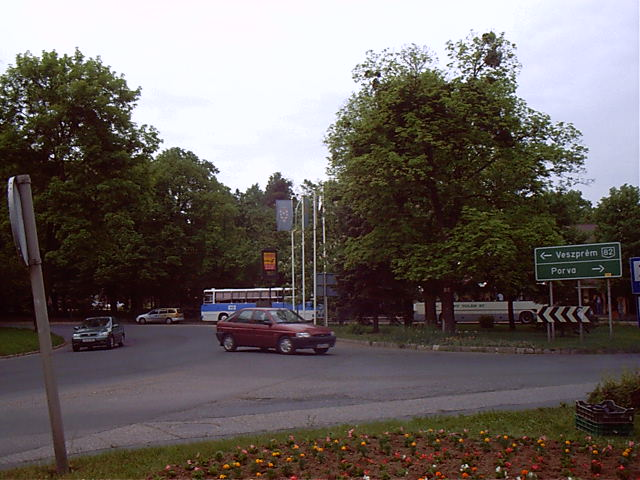
Autóbusz-állomás Zircen

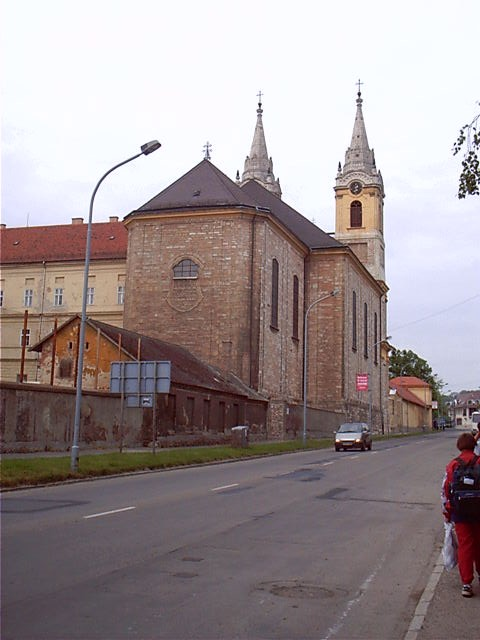
A 82-es út Zircen az Apátság mellett

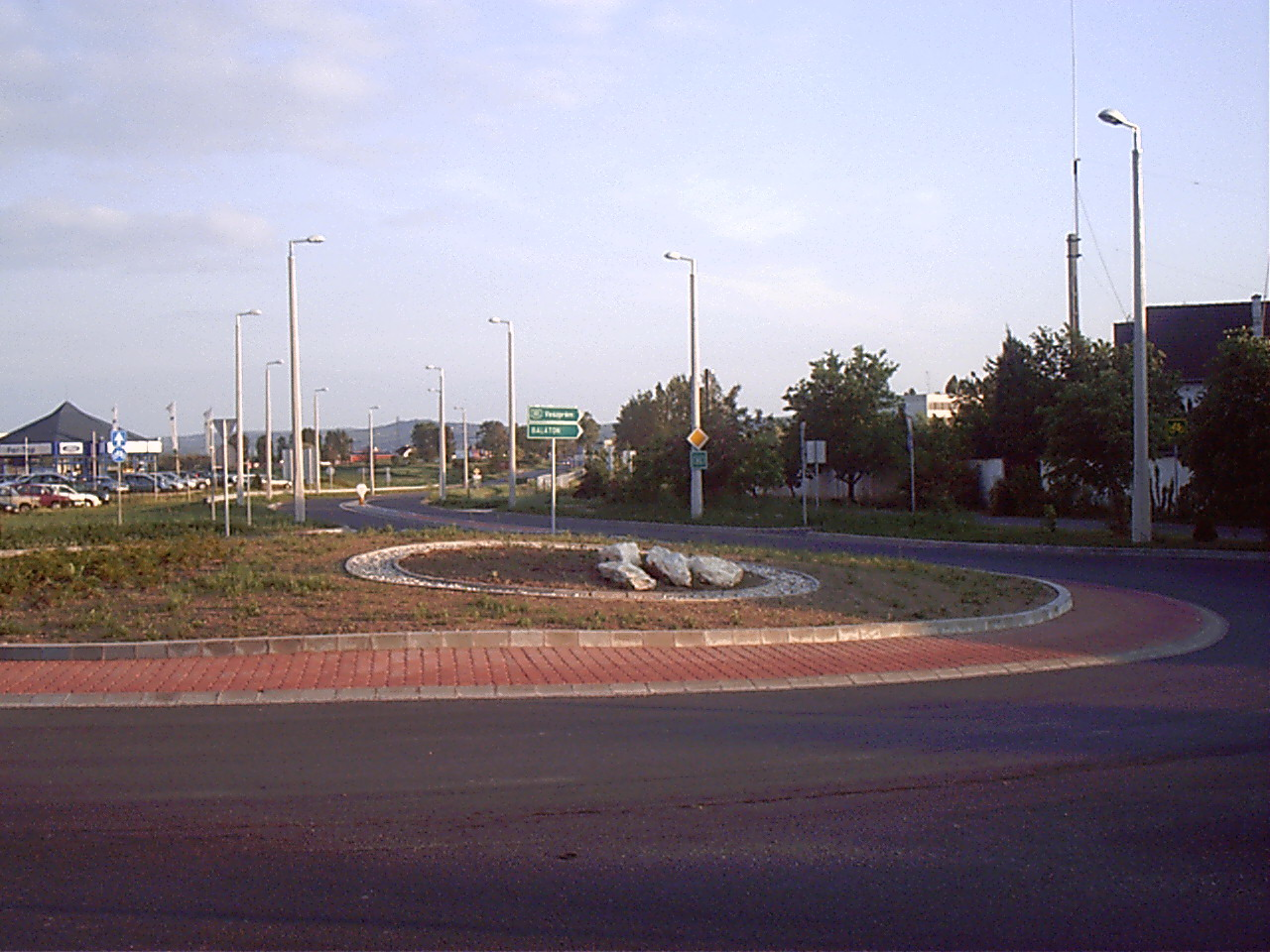
Körforgalom Győrben

A Jeruzsálemhegy és a Temetőhegy között húzódó Séd-völgy fölé 1936–37-ben épült meg a veszprémiek által csak Viaduktként emlegetett Szent István völgyhíd. Veszprém vezetői már az 1940-es évek második felében felismerték, hogy az országos főútvonalnak a városon történő átvezetése nem volt helyes döntés. A kicsi Szabadság tér forgalma az 1970-es évek végére országosan a harmadik helyet „érte el” (a budapesti Nyugati tér és a miskolci belvárosi kereszteződés után). A megoldást körgyűrű több szakaszban történt megépülése jelentette a 70-es és 80-as évek fordulóján (Veszprém volt az első magyarországi város, amely köré teljes útgyűrű épült); azóta a 8-as út a város legszélén halad el, így a belváros forgalma lényegesen csökkent.
A Budapest utca végén kétsávos körforgalom található. Ez az egyik kiindulópontja a várost megkerülő körgyűrűnek, ahonnan a 72-es főút a Balaton északi partján haladó 71-es utat köti össze a 8-as úttal. Ezen kívül ez a kiindulópontja a 73-as főútnak és a 82-es főútnak is. Nagyon rövid szakasz után ismét körforgalomhoz érve azon a 82-es főút irányába kilépve, kezdjük meg az utunkat.
Pár kilométer viszonylag egyenes úton közlekedve elhagyjuk az első magánkivitelezésű börtönt, majd Kádárta magasságában, egy derékszögű kanyarral északra fordulunk.Itt 4-5 kilométer megtétele után Gyulafirátótra érünk be. Ma mindkét - előbb említett település - Veszprémhez tartozik.
A Zirci-medence és a Veszprémi-fennsík közötti  geológiai törésvonalban a Cuha-patak forrása közelében található Eplény. Ebben a völgyben halad a 82-es számú főút, amely már a középkorban is fontos átkelőhely volt a Bakony eme részén. Vele párhuzamosan vezet keresztül a 19. század végén  létesített, napjainkban viszonylag kis forgalmú, de a Cuha völgyében kirándulók által kedvelt Győr–Veszprém-vasútvonal, ami kettészeli a községet. A Bakonyon áthaladó főút Eplénynél éri el első vízválasztóját, kb. 430 méter magasan, innentől továbbhaladva elérjük Zirc városát. A kisváros a Bakony hegység központi részén, a Zirci-medencében helyezkedik el. Zircnek egyedi értéke a nemzetközileg ismert és elismert természetvédelmi terület, a Zirci Arborétum. (). A ciszterciek által alapított 20 hektáros területen a kiváló klímán különleges faállomány él. Ezen a területen emelkednek a Bakony legmagasabb csúcsai. A várost elhagyva kezdődik az emelkedő a Bakony magasabb pontjai felé. A vízválasztó (kb. 470 méter tengerszint feletti magasságon) közelében autós pihenőt találunk, ahonnan nagyszerű kilátás nyílik a cseszneki várra. Innen szerpentinen ereszkedünk le a hegyről, az ajánlott sebesség 60 km/óra, s az előzéseket is nagyon meg kell gondolni. A szerpentin végétől enyhén ereszkedő útvonalon érjük el Bakonyszentkirályt, aminek a csücskét, épphogy érintjük. Innen Győr-Moson-Sopron vármegyében folytatjuk utunkat. A környék legfontosabb települése Veszprémvarsány, ami egyben közlekedési csomópont is. A faluba beérve a távoli dombon megjelenik a Pannonhalmi Bencés Főapátság.  A község a Magas-Bakony  keleti lejtőjére épült. A község lenyúlik a Sokorói-dombságot és a Bakony hegységet elválasztó síkságra, ahol megterem a gabona. Az északi lejtő szőlőtermesztésre alkalmas. A falut elhagyva keresztezzük a Tatabánya–Pápa-vasútvonalat, valamint a Pápát- Tatabányával összekötő közutat. Egy utolsó lejtőt leküzdve érünk el Bakonypéterdre, ahol az út megkerüli a települést. Itt a vendéglőnél lévő autóbusz-megállóban lehet a Bakonyszentlászlóra menő járatokra átszállni, amelyek a környező községek lakosságát is szállítják.
Bakonypéterdre a közlekedés java része, a 82-es főúton autóbusszal bonyolódik le a Volánbusz járataival. A település határában jelenleg is forgalomszámláló hely található. A falu Románd felől egy 2 km-es aszfaltos, önkormányzati tulajdonú úton is megközelíthető. Innen a Kisalföldön vezet tovább z utunk. Győrtől délkeletre a Győri-medence és a Bakony között helyezkedik el a Sokorói-dombság vagy más néven a Pannonhalmi-dombság, Magyarország egyik kistája. Magyarország legújabb tájbeosztása szerint a Dunántúli-középhegység nagytájhoz (makrorégió) tartozik. Régebben a Kisalföld peremvidékéhez sorolták. Ez is mutatja, hogy a táj átmeneti terület a Kisalföld és a Dunántúli-középhegység között.
A három dombsorból (Pannonhalma, Ravazd-Csanaki vonulat, Sokoró) és két fő völgyből (Pannonhalmi völgy, Tényői völgy) álló kistájból a Ravazd-Csanaki vonulat mentén folytatjuk utunkat. A Ravazd és Écs közötti úton létesítettek egy autóspihenőt. Itt megállva Pannonhalmát illetve a Pannonhalmi Bencés Főapátság látványában lehet gyönyörködni. A parkolóval szemben a városba bevezető úton, üzemanyagtöltő állomáson  lehet tankolni.
Az alig 2 kilométerre lévő Écsen a 82-es út szélében - az elmúlt években, restaurált - kis kápolnára bukkanunk. A   település mellett lévő, majdnem egymásba épült Nyúl községet az út kettészeli. Az M1-es autópályának Győrt elkerülő szakasza a község határában, a község északi szélétől 5 km-re húzódik. Ezt, a Győr előtti utolsó települést elhagyva 5–6 km-en keresztül, nyílegyenes út alkotja.A végén kis S kanyarral keresztezzük a Győr–Veszprém-vasútvonalat. A kanyar után  láthatjuk a győri csata  emlékére emelt emlékművet Kismegyeren.
Győrben a három folyó által tagolt és a vasútvonallal kettévágott városszerkezetében a forgalomszervezés leghatékonyabb eszköze a körforgalom szervezése. Jelenleg a városban 21 helyen van ilyen forgalmi rend. Az úton az elsőt, bevallottan forgalom lassítás céljából (lásd a képet) helyezték üzembe, a Győrság felé vezető mellékút csatlakozásában. Ezután egy két kilométeres távolságban még két körforgalmon kell keresztül menni. A következő a József Attila utcai. Ez az utca régebben, egyetlen lehetőségként hozott létre kapcsolatot a 81-es főúttal. A másik  körforgalom a 83-as főútról  vezeti le a forgalom egy részét, párhuzamosan a Győr–Veszprém-vasútvonallal. Ebből kilépve, a két évvel ezelőtt megépített út osztja meg a 81-es út felé tartó forgalmat.
Mi a  körforgalmat balra hagyjuk el, kb. 200 méter távolságon belül ismét körforgalomba jutva, észak felé kilépve, jutunk a 82-es és 83-as főutak közös bevezető útjára. Ezen végighaladva érjük el a Baross-hidat, mely átépítésre szorul, annak ellenére, hogy 10 éve újították fel. A hídon áthaladva jobbra vagy balra elkanyarodva, jutunk utunk végcéljához, majd az 1-es főútba torkollik.